# Звезда (песня)
{{hangon}}
«Звезда» (также известна как «Волчий вой да лай собак») — песня советской рок-группы «Кино», написанная Виктором Цоем весной 1990 года и вошедшая в альбом «Чёрный Альбом» Работа над ней велась и летом в Латвии и была записана на демо кассету Официально издана уже после гибели Цоя. Черновая запись с его вокалом и акустической гитарой была сделана в латвийском поселке Плиеньциемс летом того же года. Аранжировку произведения состав коллектива доделывали уже после смерти музыканта.